# 座位 (性行為)

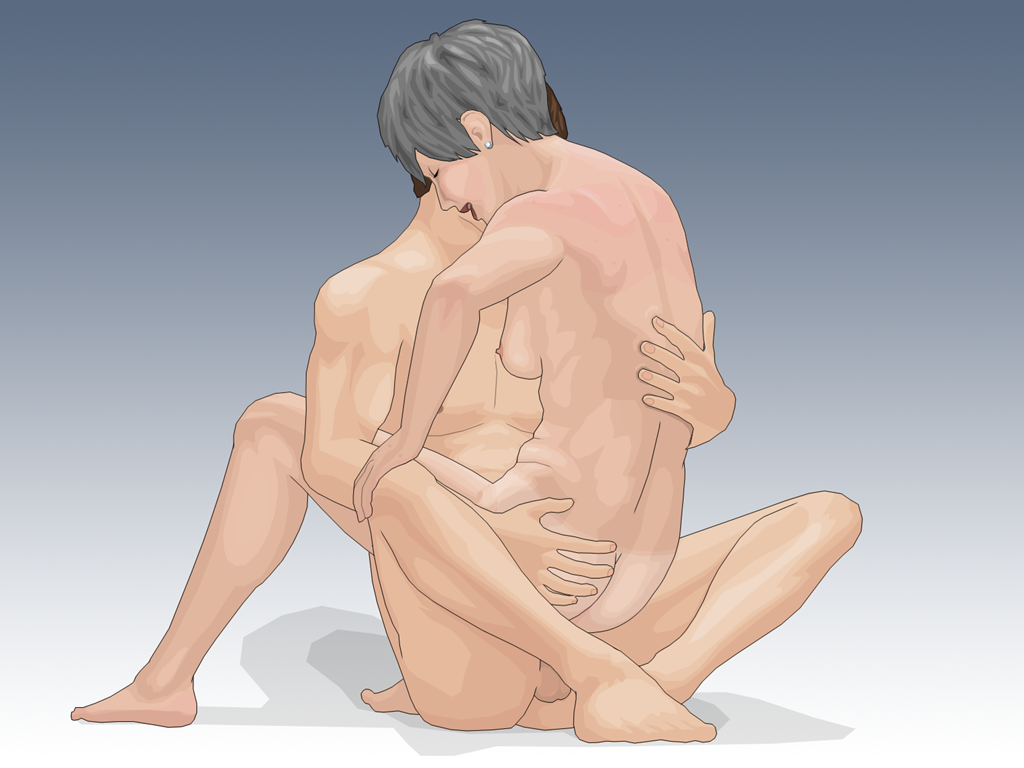
対面座位

座位（ざい）は、性科学分野におけるヒトの性交体位の一種。性交の際に執る座位（座った姿勢）を意味する日本語。

## 呼称
日本に伝統的な四十八手のなかでは、居茶臼（いちゃうす）「帆掛（ほかけ。帆掛け、帆かけとも記す）」などが、現代で言うところの「座位」に相当する。女性が男性の首に腕を絡める場合は忍び居茶臼や唐草居茶臼と呼ばれる。椅子や寝台などに男性が腰かける場合は「抱き地蔵」、「地藏抱き」とも呼ばれる。
中国語では「坐位和跪位」と言い、後述する「対面座位」は、互いに見合うことなら「觀賽式（簡体字：观赛式）」、もしくは、桌（テーブル）の上で舞うことに譬えて雅名で「桌上舞」、「背面座位」は、椅子に腰掛けるような体勢なので「扶椅式」と言う。
英語では "sitting and kneeling" と表現する。フランス語では "union du lotus" と言うが、ここでの "lotus" は「結跏趺坐」を意味する "Position du lotus" （英語の "Lotus position"）を指す。

## 特徴
パートナー同士が、座った体勢で性器を結合させる。騎乗位からは男性が起き上がり、女性を抱きしめ、女性が上下に動く。女性が両膝を立て足裏をつけ男性を抱きしめ、女性が前後に動くパターン、女性が両手をうしろでつき挿入部位が見えるようにし前後に動くパターン、椅子などに座っている男性にまたがり挿入し上下、あるいは前後に腰を動かすパターンもある。
男女が対面し、座った男性に上から女性が跨る体勢で挿入する「対面座位（たいめんざい）」と、男性に対して女性が背を向け、椅子に腰を下ろすような体勢で挿入する「背面座位（はいめんざい）」の2種類に分けられる。
背面座位は背面騎乗位からは、男性が起き上がり、膝をついている女性を背後から抱きしめ、女性が上下に動く。女性が足裏をつき、両膝を立てるパターン、椅子などに両脚を開いて座っている男性の上に女性が尻を突き出しながら座り、男性は女性の腰を持ち挿入し、女性が男性の両膝に両手をつきながら、男性は女性を支えながら女性が上下に、あるは前後に腰を動かすパターンもある。
お互いの顔も体も密着している状態で座っていながら結合する座位は、対面でも背面でも、挿入しながら愛撫が出来る。
男性が動く場合は膣内を傷付けないよう慎重に動かすか、女性が動く場合は性感帯に当たるように自ら動きを調節する。

## 座位の種類

### 対面座位
対面座位は、正対することで容易となる視線や意識の密な交換や、キス・抱擁、首筋や耳元への愛撫などといった愛情表現によっても互いに快楽が得られる。
女性が腰を一気におろすと深くペニスが入りすぎてしまうこともあるため、ゆっくりと挿入すると痛みを伴わずに行うことが出来る。体勢が崩れやすく、ペニスが膣内から抜けやすい体位でもあるため、それを補うためにも男性が女性の体を支えて密着を高める。
女性の興奮とともに膣が締まってくるので、激しく動かなくても男性も快感を得ることができる。

### 背面座位
背面座位は、後ろ側の男性が両手を使って相手の乳房や結合部周辺を愛撫しやすい体位である。また対面よりも更に体が密着するため、男性は女性の性感帯全てに快感を与えて、興奮を高めることが出来る。この体位は女性の体が前に倒れやすいので、維持するために男性が女性を抱きしめて支える。
背面座位をする際には、可能であれば背もたれのある椅子を使う。男性が背中を真っ直ぐにした状態で腰を動かすのは労力を使うので、背もたれにもたれかかって、少し後ろに体を逸らし気味で動かす。

## 文化・芸術のなかの座位
対面座位は、タントラ教では極めて重要な性交体位の一つであり、歓喜仏（Yab-Yum。ヤブユム、ヤブ＝ユム、ヤブ＝ヨム、ヤブ＝ヤムなどとも称する）は、教義の理想的で象徴的な形の一つを体現する。また、これら歓喜仏の源流を遡れば、ヒンドゥー教におけるシヴァ神とその妻であるパールヴァティー神の和合などに辿り着く。エロティシズム